# الانتخابات في إيطاليا

تمثيل بياني للمقاعد والمجموعات البرلمانية في مجلس الشيوخ بجمهورية إيطاليا خلال الدورة التشريعية السابعة عشر.

تنتخب إيطاليا على الصعيد الوطني برلماناً يتألف من مجلسين، مجلس النواب (630 عضواً) و مجلس الشيوخ (315 عضواً منتخباً بالإضافة إلى عدد قليل من أعضاء مجلس الشيوخ لمدى الحياة). ينتخب رئيس الجمهورية لمدة سبع سنوات في جلسة واحدة لغرفتي البرلمان.